# Deutsche Meisterschale

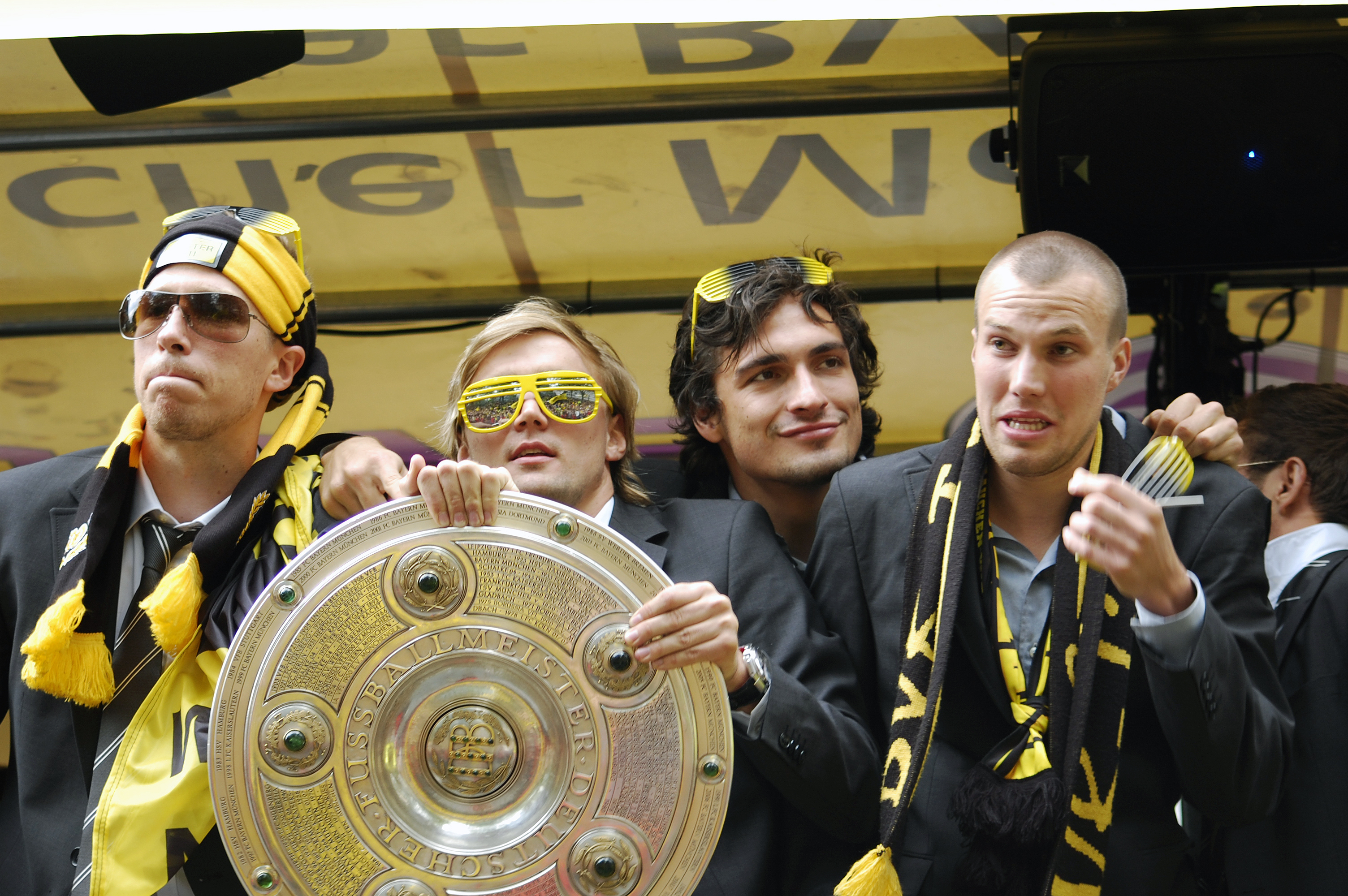
Die Meisterschale 2011 in den Händen von Spielern des Meisters Borussia Dortmund

Die Deutsche Meisterschale ist ein Wanderpokal im deutschen Fußball für den Gewinn der deutschen Meisterschaft und wird seit 1949 verliehen.

## Aussehen
Die Schale hat in ihrer jetzigen Fassung einen Durchmesser von 59 cm und wiegt rund 11 kg. Sie ist mit 50.000 Euro versichert. Auf den beiden äußeren Ringen sind alle deutschen Meister seit 1903 eingetragen. Da 1904 die Meisterschaft nicht beendet und daher kein Titel vergeben wurde, ist das Jahr ausgespart. Die Trennung der Namen der Titelträger erfolgt nicht immer nach den orthografischen Regeln. So wurden bei Borussia Mönchengladbach folgende Trennungen vorgenommen: „1975 BORUSSIA VFL 1900 E.V M - ÖNCHENGLADBACH“, „1976 BORUSSIA VFL 1900 E.V MÖNC – HENGLADBACH“ und „1977 BORUSS – IA VFL 1900 E.V MÖNCHENGLA – DBACH“. 1967 wurde Eintracht Braunschweig als „BRA – UNSCHWEIGER TSV EINTRACHT 1895“ eingraviert. Für die umstrittene deutsche Fußballmeisterschaft 1921/22 sind sowohl der 1. FC Nürnberg als auch der Hamburger SV als Meister eingraviert. Der FC Bayern München ist 1932 noch ohne „FC“ eingraviert, seit 1969 mit diesem Zusatz.

## Geschichte

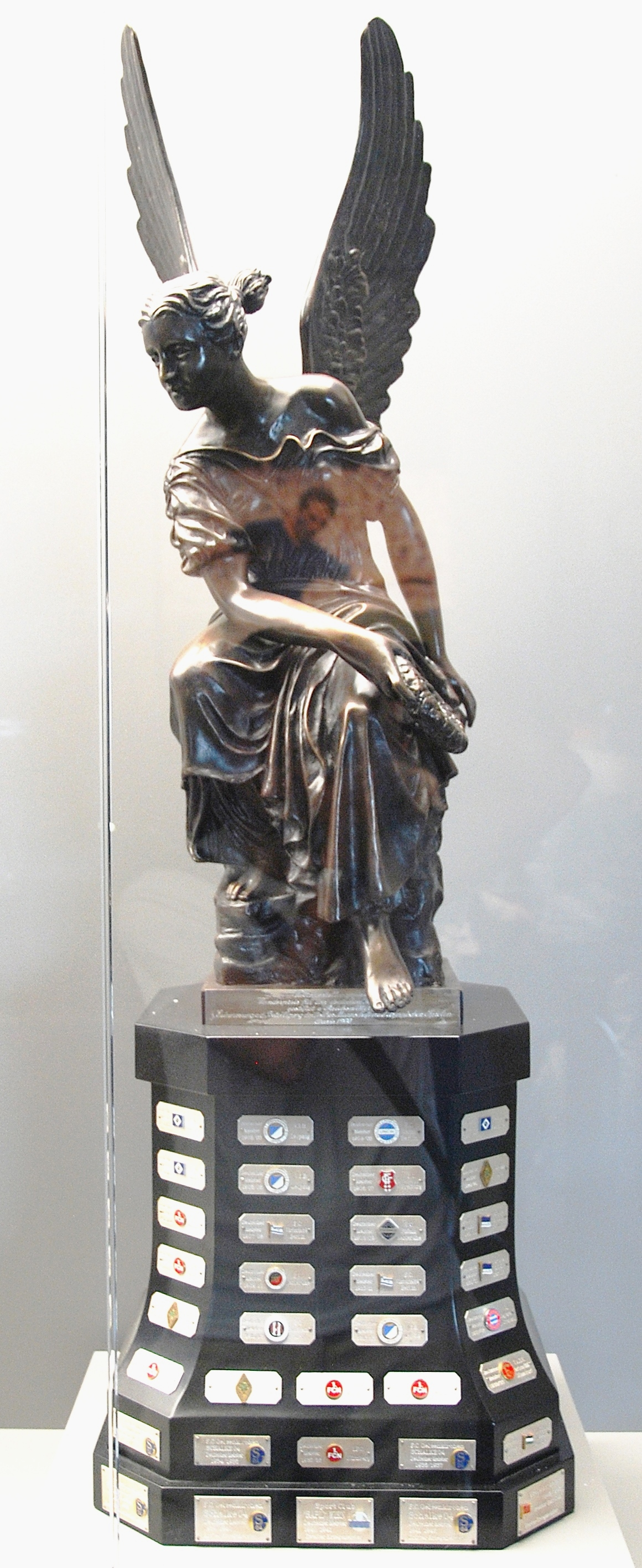
Nachbildung der früher verliehenen Victoria-Trophäe im Museum des FC Schalke 04. Auf ihr sind alle Meister bis 1944 verewigt.

Die Meisterschale wurde 1949 angefertigt und ersetzte die im Zweiten Weltkrieg verschollene Victoria-Trophäe (die nach der Wiedervereinigung wieder auftauchte). Auf der Schale sind alle deutschen Meister seit 1903 eingraviert. Sie wurde erstmals an den Meister der Saison 1948/49 verliehen, den VfR Mannheim.

### Entstehung
Die Meisterschale wurde von der Professorin Elisabeth Treskow mit ihren Studenten an den Kölner Werkschulen, darunter der Goldschmied Fritz Deutsch, entworfen und gefertigt. Bei der Herstellung wurden 5,5 kg Sterlingsilber verarbeitet. Zur Verzierung befanden sich auf der ursprünglichen Schale elf kleine und fünf große Turmaline. Die Turmaline stammen aus Brasilien. Die 16 Steine wurden im Cabochonschliff, also mit konvex gewölbter, glatter, unfacettierter Oberfläche, die durch die Edelsteinschleiferei Wintermantel in Waldkirch geschliffen. Die erste Ausführung der Schale hatte zunächst einen Durchmesser von 50 cm.

### Außenring
1981 wurde die Schale mittels eines Silberrings vergrößert, da kein Platz mehr vorhanden war, um weitere Titelgewinner einzugravieren. Auf dem Silberring befinden sich fünf weitere Turmalin-Cabochons von 71,98 Karat mit einem Wert von rund 9000 Euro in einer Goldfassung. Verantwortlich für die Erweiterung der Schale war der Gold- und Schmiedemeister Adolf Kunesch aus Rodenbach.
Im Jahr 2009 ersetzte Kunesch die vorhandenen fünf Gravurplatten der Trophäe durch größere, so dass jetzt drei statt bisher zwei Zeilen für die Namen zur Verfügung stehen. Nun finden die Meister bis voraussichtlich 2026 Platz, nachdem die ursprüngliche Erweiterung schon etwa 2011 ausgeschöpft gewesen wäre. Dies bedeutet, dass am Ende der Saison 2025/26 eine erneute Erweiterung des Außenrings notwendig ist.

### Duplikate

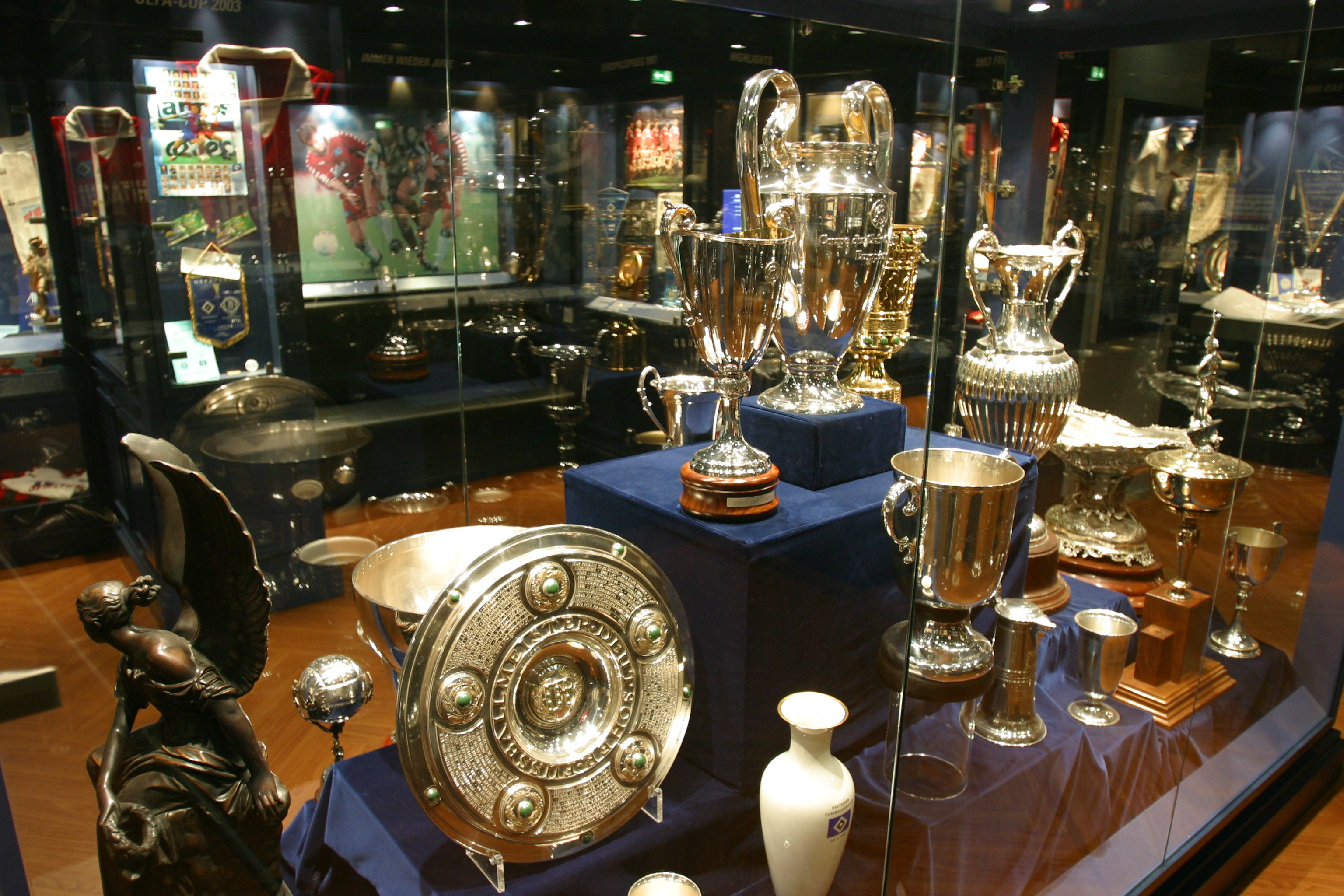
Schatzkammer im HSV-Museum mit Duplikat der Schale

Von der Meisterschale wurden Duplikate angefertigt, die sich im Besitz von Vereinen befinden, die den Meistertitel errungen haben. Da das Original als Wanderpokal konzipiert ist, bietet sich so die Möglichkeit, auch nach Verlust des Meistertitels weiterhin eine Meisterschale auszustellen.
Der DFB hat das Vorhandensein von Duplikaten in der Vergangenheit bereits genutzt, um so am letzten Spieltag der Saison dem neuen Meister eine Schale überreichen zu können. Ohne Duplikat wäre dies in einigen Jahren schwierig geworden, da mitunter zwei oder mehr Vereine am letzten Spieltag noch Meister werden können. So kann sichergestellt werden, dass in jedem Stadion, in dem ein potenzieller Meister spielt, ein Exemplar vorhanden ist. Die echte Meisterschale weilt am letzten Spieltag einer Saison meistens in dem Stadion, in dem der Tabellenführer des vorletzten Spieltags spielt.

## Meisterschale der 2. Bundesliga

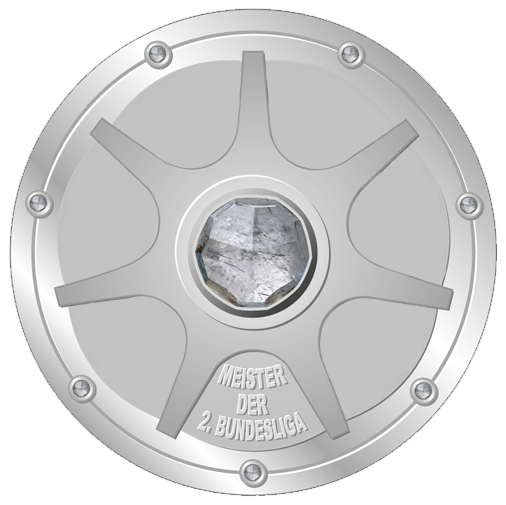
Meisterschale der 2. Liga

Die Trophäe für den Meister der 2. Bundesliga wurde am 2. Februar 2009 von der DFL in Frankfurt am Main vorgestellt. Erstmals wurde sie dem Meister der Saison 2008/09, den SC Freiburg, am letzten Spieltag verliehen. Der 1. FC Kaiserslautern war im Folgejahr als Zweitligameister der erste Verein, der in seiner Geschichte beide deutsche Meisterschalen erhalten hat. Ihm folgten später der 1. FC Köln (2014), der VfB Stuttgart (2017) und der FC Schalke 04 (2022).
Die Schale, die wegen ihrer Ähnlichkeit mit einer Radkappe scherzhaft auch als „Meisterfelge“ bezeichnet wird, ist mit 50 cm Durchmesser und rund 8,5 kg etwas kleiner und leichter als die Schale für den Deutschen Fußballmeister. In der neuen Schale sind alle Meister der 2. Liga seit Einführung der eingleisigen 2. Liga in der Saison 1981/82 eingraviert, die zukünftigen Titelträger werden ergänzt.
Gefertigt wurde die Trophäe, wie schon die Erweiterung der Schale für den Erstligameister, von Adolf Kunesch aus Rodenbach. Die sieben Strahlen stehen für die Tugenden, die der Künstler für unerlässlich hält, um die Meisterschaft zu gewinnen: Leidenschaft, Teamgeist, Nervenstärke, Siegeswille, Technik, Taktik und Durchsetzungsvermögen.

## Meisterschale der Frauen-Bundesliga

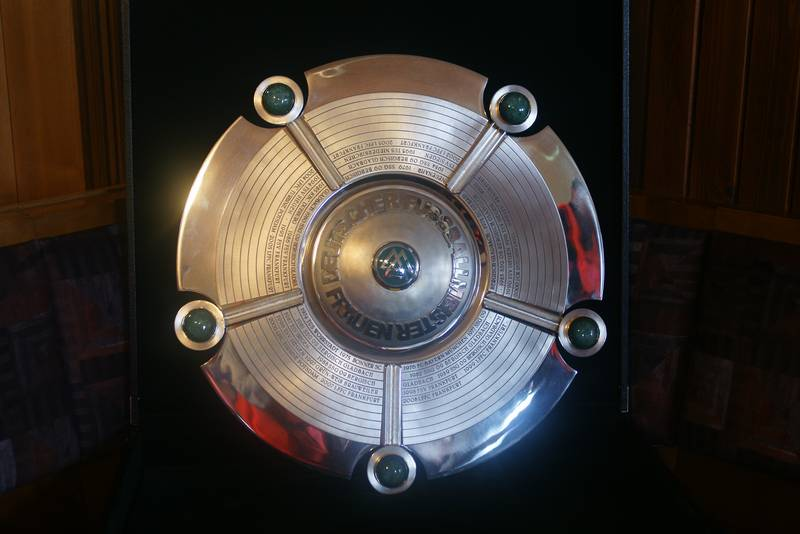
Die Meisterschale der Frauen

Ebenfalls seit der Saison 2008/09 erhält der Meister der Frauen-Bundesliga eine Meisterschale, die den bisher vergebenen Meisterpokal ersetzte. Das Design ist an die Meisterschalen für den deutschen Meister der Männer bzw. der für den Meister der 2. Bundesliga der Männer angelehnt. Als erste nahm Jennifer Zietz, die Mannschaftskapitänin des 1. FFC Turbine Potsdam am 7. Juni 2009 die Schale entgegen.
Die Schale hat einen Durchmesser von 50 Zentimetern und wiegt etwa 7,1 Kilogramm. Sie besteht aus 925er Sterlingsilber und trägt den Schriftzug „Deutscher Fußballmeister Frauen“. Auf ihr sind alle Klubs seit der erstmaligen Ermittlung eines deutschen Frauenfußballmeisters 1974 eingraviert.